# AHC Potaissa Turda
AHC Potaissa Turda este o echipă profesionistă de handbal masculin din Turda, câștigătoare a Cupei Challenge în sezonul 2017-18.
Potaissa Turda a promovat în eșalonul de elită al handbalului românesc în anul 2011, iar în anul 2014 a încheiat pe locul 3 în clasament, obținând astfel calificarea pentru Cupa EHF în sezonul următor.
În sezonul 2016-17, Potaissa Turda a jucat în Cupa Challenge și a ajuns până în finala competiției, pierdută în fața echipei portugheze Sporting Lisabona. Însă în sezonul următor, Potaissa a mers din nou până în finală, de această dată cucerind trofeul după victoria în fața echipei elene AEK Atena, scor 33-22 la Turda, respectiv 26-27 în deplasare.
În 2020, Potaissa a ajuns în sferturile de finală ale Cupei Challenge, unde urma să înfrunte din nou pe AEK Atena, dar întâlnirea a fost anulată din cauza Covid-19.
La finalul sezonului 2020-21, Potaissa Turda a ocupat locul 2 în campionatul național, cea mai bună clasare din istoria echipei.

## Echipa actuală
Lotul pentru sezonul 2020–21
| Portari - Ionuț Irimuș - George Șelaru - Dragoș Fleșer Extreme Dreapta - Daniel Pop - Roland Thalmaier Stânga - Răzvan Pavel - Alexandru Ghivil Coordonatori - Marius Szoke - Mihai Rohozneanu | Interi Dreapta - Roman Zacaciurin - Cristi Ghiță Stânga - Gică Cîntec - Teodor Pințoiu - Milos Dragas - Radu Lazăr Pivoți - Andrei Totoi - Huba Talas - Dragoș Iancu - Nenad Savić (căpitan) |

## Legături externe
- Website oficial